# Safecrackers oder Diebe haben’s schwer
Safecrackers oder Diebe haben’s schwer (Originaltitel: Welcome to Collinwood) ist ein US-amerikanischer Film aus dem Jahr 2002. Es handelt sich um eine Neuverfilmung der italienischen Filmkomödie I Soliti ignoti aus dem Jahr 1958. Das Drehbuch stammt von den beiden Regisseuren, den Brüdern Anthony und Joe Russo. Produziert wurde der Film von George Clooney und Steven Soderbergh. Clooney spielt auch selbst eine kleine Rolle.

## Handlung
Der Kleinkriminelle Cosimo kommt wegen Autodiebstahls ins Gefängnis. Ein alter Mitgefangener erzählt ihm von einem angeblich todsicheren Plan für einen Einbruch (einem sogenannten „Bellini“), den er selbst nicht mehr ausführen kann, weil er zu lebenslanger Haft verurteilt ist. Cosimo veranlasst seine Geliebte Rosalind, ihm einen Sündenbock zu verschaffen (einen sogenannten „Mullinski“), der sich an seiner statt für die Tat verurteilen lassen soll, damit er den Einbruch ausführen kann. Der dazu angeheuerte Kleinganove Pero stellt sich jedoch so ungeschickt an, dass beide verurteilt werden. In der Haft entlockt er Cosimo den geheimnisvollen Plan, bevor er vorzeitig entlassen wird. Dann versucht er, mit vier Komplizen den „Bellini“ auszuführen. Dabei geht so ziemlich alles schief, was schiefgehen kann.

## Trivia
Für den Soundtrack wurden zwei der berühmtesten Songs des italienischen Chansonniers Paolo Conte verwendet: Via con me und Comme di.
Der Originaltitel Welcome to Collinwood bezieht sich auf den Ort der Handlung, Collinwood, einem heruntergekommenen Vorort von Cleveland, Ohio. Der deutsche Untertitel ist eine wörtliche Übersetzung des italienischen Originaltitels.
Neben der italienischen Vorlage  Diebe haben’s schwer (Originaltitel: I soliti ignoti) besteht Ähnlichkeit mit dem US-amerikanischen Film Crackers aus dem Jahr 1984.
Clooney und Soderbergh wurden auf die Russo-Brüder aufmerksam, als sie selbst gerade Ocean’s Eleven drehten, und waren davon fasziniert, dass deren Stoff, obwohl ebenfalls ein Heist-Movie das genaue Gegenteil ihres eigenen Films war, weil er erfolglose, heruntergekommene Kleinganoven anstelle von smarten, durchgestylten Meisterdieben zeigt.

## Kritik
„Aus ironischer Distanz erzählte Geschichte von klassischen Verlierer-Typen, die die Standardsituationen des Caper-Movies in ihr Gegenteil verkehrt. Zwischen Anteilnahme am Schicksal seiner Figuren und forcierter Skurrilität schwankend, überzeugt der Film nur stellenweise als Komödie.“